# Langli
Langli  (originalmente Langeleje, del danés: campamento largo) es una pequeña isla aluviónica ubicada en el mar del Norte, y perteneciente a Dinamarca. La isla forma parte de las islas Frisias septentrionales.
Ocupa una superficie de 0,8 km². Hasta una inundación en 1634, la isla formaba parte de una península. Actualmente, la isla es accesible a pie en el período entre el 16 de julio y 15 de septiembre.